# BNEP
BNEP (Bluetooth Networking Encapsulation Protocol, Protocolo de Encapsulación de Red Bluetooth) es usado para transportar de manera inalámbrica paquetes de control y de datos, ofreciendo capacidad de conectividad a redes en dispositivos Bluetooth. BNEP provee capacidades que son similares a las brindadas por Ethernet (EthernetII/DIX Framing /IEEE 802.3).
Los requerimientos que se tomaron en cuenta en el momento de su diseño, incluyen el soporte para los protocolos de red más populares (IPv4, IPv6 y otros protocolos comunes), así como un formato de encapsulación que haga uso eficiente del ancho de banda.
Este protocolo es usado por el perfil PAN (Personal Area networking, Red de Área Personal) de Bluetooth.
- Datos: Q5715745